# 赤城少年院

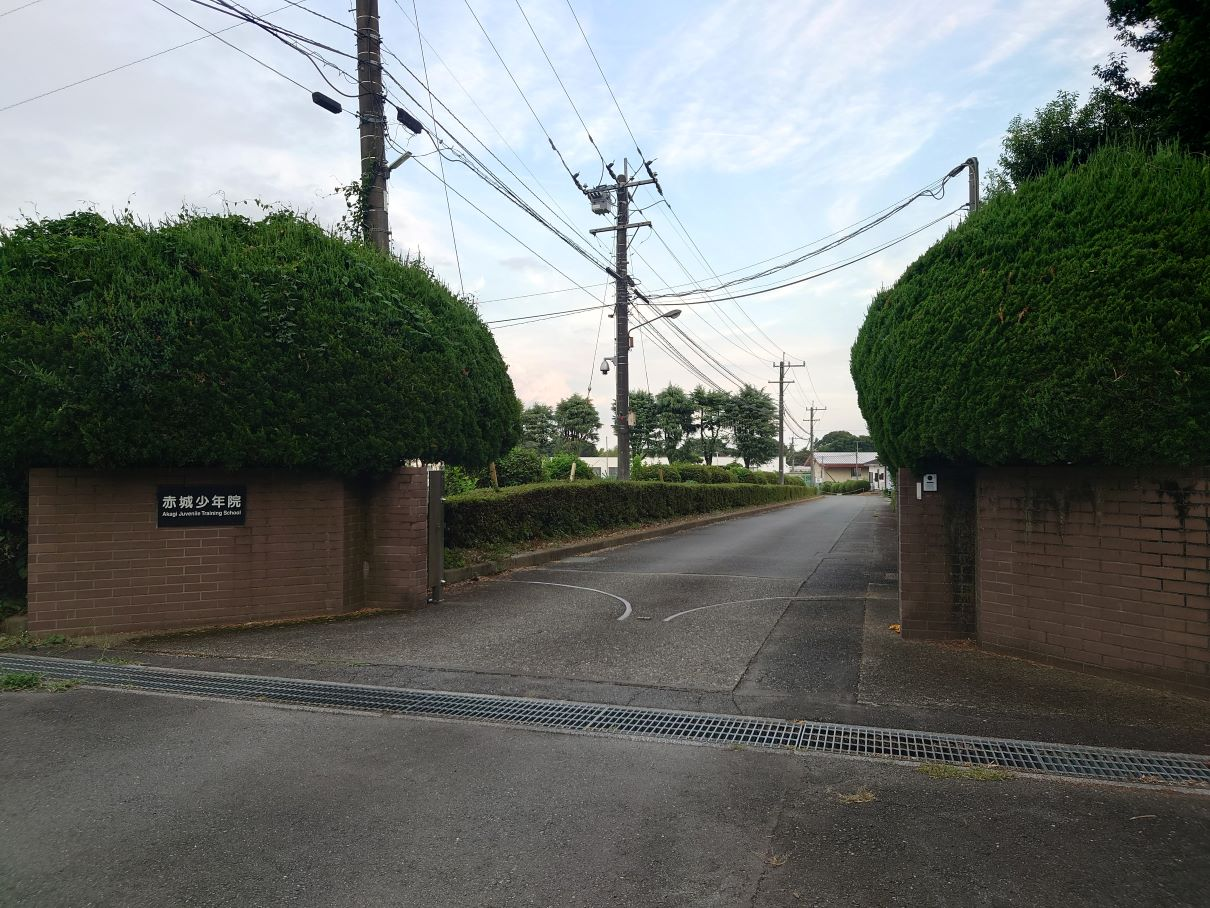
赤城少年院

赤城少年院（あかぎしょうねんいん）は、群馬県前橋市上大屋町に所在する東京矯正管区所属の男子少年院である。施設の東・南・西の三方は千貫沼という溜池に囲まれている。比較的処遇期間の長い者が収容されている。
邦画「サード」（監督・東陽一、主演・永島敏行、原作・軒上泊（元播磨少年院法務教官））の舞台にもなった。

## 沿革
- 1947年（昭和22年） - 赤城少年道場の施設を利用し、榛名少年院として設置[1][2][3]。
- 1952年（昭和27年）5月1日 - 赤城少年院に改称[1][2][4]。
- 2007年（平成19年）11月 - 少年法改正により、14歳未満の少年を収容する少年院として指定[2]。

## 所在地
- 群馬県前橋市上大屋町60[2]

## 赤城少年道場
1931年（昭和16年）、前橋地方裁判所検事正であった正木亮の発案により設置された少年保護施設。正木は同年司法省行刑局長に転任したため、桑原病院院長・桑原政栄医学博士が道場長となった。「大胡館」という旅館だった施設を転用し、翌年10月から少年収容を開始した。しかし戦況悪化により他の少年保護団体同様、不良工員の短期錬成に使われることとなり、1943年（昭和18年）より立川飛行機、中島飛行機武蔵野製作所、同太田製作所などから不良少年が少年審判所から送致された。
1945年（昭和20年）、工員を工場から離脱させて錬成する余裕がなくなったため、一旦解散し中島飛行機太田工場の設備を赤城少年道場に移すこととなったが、完成前に終戦を迎えた。
赤城少年道場は1947年（昭和22年）より施設を榛名少年院に貸与し、1949年（昭和24年）に財団法人としても廃止された。